# Fusarium nisikadoi
Fusarium nisikadoi är en svampart som beskrevs av T. Aoki & Nirenberg 1997. Fusarium nisikadoi ingår i släktet Fusarium och familjen Nectriaceae.   Inga underarter finns listade i Catalogue of Life.